# Mesa del Tigre
Mesa del Tigre är en ort i Mexiko.   Den ligger i kommunen Tecolutla och delstaten Veracruz, i den sydöstra delen av landet, 240 km öster om huvudstaden Mexico City. Mesa del Tigre ligger 54 meter över havet och antalet invånare är 135.
Terrängen runt Mesa del Tigre är platt. Runt Mesa del Tigre är det ganska glesbefolkat, med 32 invånare per kvadratkilometer. Närmaste större samhälle är Gutiérrez Zamora, 11,0 km norr om Mesa del Tigre. Omgivningarna runt Mesa del Tigre är en mosaik av jordbruksmark och naturlig växtlighet.